# Android Froyo
Android Froyo, (也稱為Android 2.2), 是2010年5月20日發布的Android版本。其前身是Android Eclair，其後繼者是Android Gingerbread Gingerbread。 Android 2.2最新版本（2011年11月21日）為Android 2.2.3。對Android 2.2的支持於2014年10月2日終止。

## 內容

### Linux編輯
Android 2.2基於Linux內核l 2.6.32，它是2.6早期版本的錯誤修正，包括用於Android 2.0 / 2.1Éclair的Kernel 2.6.29。

## 2.2Edit中的改進
- 速度、內存和性能優化[3]
- 通過JIT編譯實現了應用程序速度的額外提高[4]
- 將Chrome的V8 JavaScript引擎集成到瀏覽器應用程序中
- 支持Android Cloud to Device Messaging服務，支持推送通知
- 改進的Microsoft Exchange支持，包括安全策略、自動發現、GAL查找、日曆同步和遠程擦除
- 改進的應用程序啟動器，帶有電話和瀏覽器應用程序的快捷方式
- USB綁定和Wi-Fi熱點功能[5]
- 選擇禁用通過移動網絡的數據訪問
- 具有批處理和自動更新功能的已更新市場應用程序[3]
- 在多種鍵盤語言及其詞典之間快速切換
- 支持具有藍牙功能的車載和桌面擴展塢
- 支持數字和字母數字密碼
- 支持瀏覽器應用程序中的文件上傳字段[6]
- 現在，瀏覽器將顯示動畫GIF的所有幀，而不僅僅是第一幀
- 支持將應用程序安裝到可擴展內存
- Adobe Flash支持[7]
- 支持高PPI顯示器（最高320 ppi），例如四英寸720p屏幕[8]
- Gallery允許用戶使用縮放手勢查看圖片堆棧

### 2.2.1編輯
Android 2.2.1更新於2011年1月18日發布，其中包括許多錯誤修復，安全更新和性能改進。

### 2.2.2編輯
Android 2.2.2更新於2011年1月22日發布，並修復了一些小錯誤，包括影響Google Nexus One的SMS植根問題。

### 2.2.3編輯
Android 2.2.3更新於2011年11月21日發布，包含兩個安全補丁。